# Агіреш
Агіреш (рум. Aghireș) — село у повіті Селаж в Румунії. Входить до складу комуни Месешеній-де-Жос.
Село розташоване на відстані 385 км на північний захід від Бухареста, 3 км на південний захід від Залеу, 61 км на північний захід від Клуж-Напоки.

## Населення
За даними перепису населення 2002 року у селі проживали 1318 осіб.
Національний склад населення села:
| Національність | Кількість осіб | Відсоток |
| -------------- | -------------- | -------- |
| румуни         | 737            | 55,9%    |
| угорці         | 581            | 44,1%    |

Рідною мовою назвали:
| Мова      | Кількість осіб | Відсоток |
| --------- | -------------- | -------- |
| румунська | 742            | 56,3%    |
| угорська  | 576            | 43,7%    |